# Aa erosa
Lan a Peru (danh pháp hai phần: Aa erosa) hay lan a Erose, là một loài thực vật có hoa trong họ Lan (Orchidaceae). Loài này được (Rchb.f.) Schltr. miêu tả khoa học đầu tiên năm 1912.